# Glossadelphus ivoreanus
Glossadelphus ivoreanus är en bladmossart som beskrevs av Fleischer 1923. Glossadelphus ivoreanus ingår i släktet Glossadelphus och familjen Hypnaceae. Inga underarter finns listade i Catalogue of Life.